# Lónyai-főcsatorna
Lónyai-főcsatorna är en kanal i Ungern. Den ligger i provinsen Szabolcs-Szatmár-Bereg, i den nordöstra delen av landet, 200 km öster om huvudstaden Budapest.